# Route nationale 793
Pour les articles homonymes, voir Route 793.
La route nationale 793 ou RN 793 était une route nationale française reliant Dinan à Josselin. À la suite de la réforme de 1972, elle a été déclassée en RD 793.

## Ancien tracé de Dinan à Josselin (D 793)
- Dinan
- Bobital
- Brusvily
- Yvignac-la-Tour
- Broons
- Éréac
- Saint-Launeuc
- Merdrignac
- Ménéac
- La Trinité-Porhoët
- Mohon
- Josselin